# Реттель (Лотарингия)
Реттель (фр. Rettel) — коммуна во французском департаменте Мозель региона Лотарингия.
Находится примерно в 15 километрах к северо-востоку от г. Тьонвиль, 38 км севернее Меца и около 300 км на восток от Парижа. Расположен на высоте 145—300 м над уровнем моря. Площадь - 6,89 км².
Население в 2011 году составляло 737 человек.

## Галерея

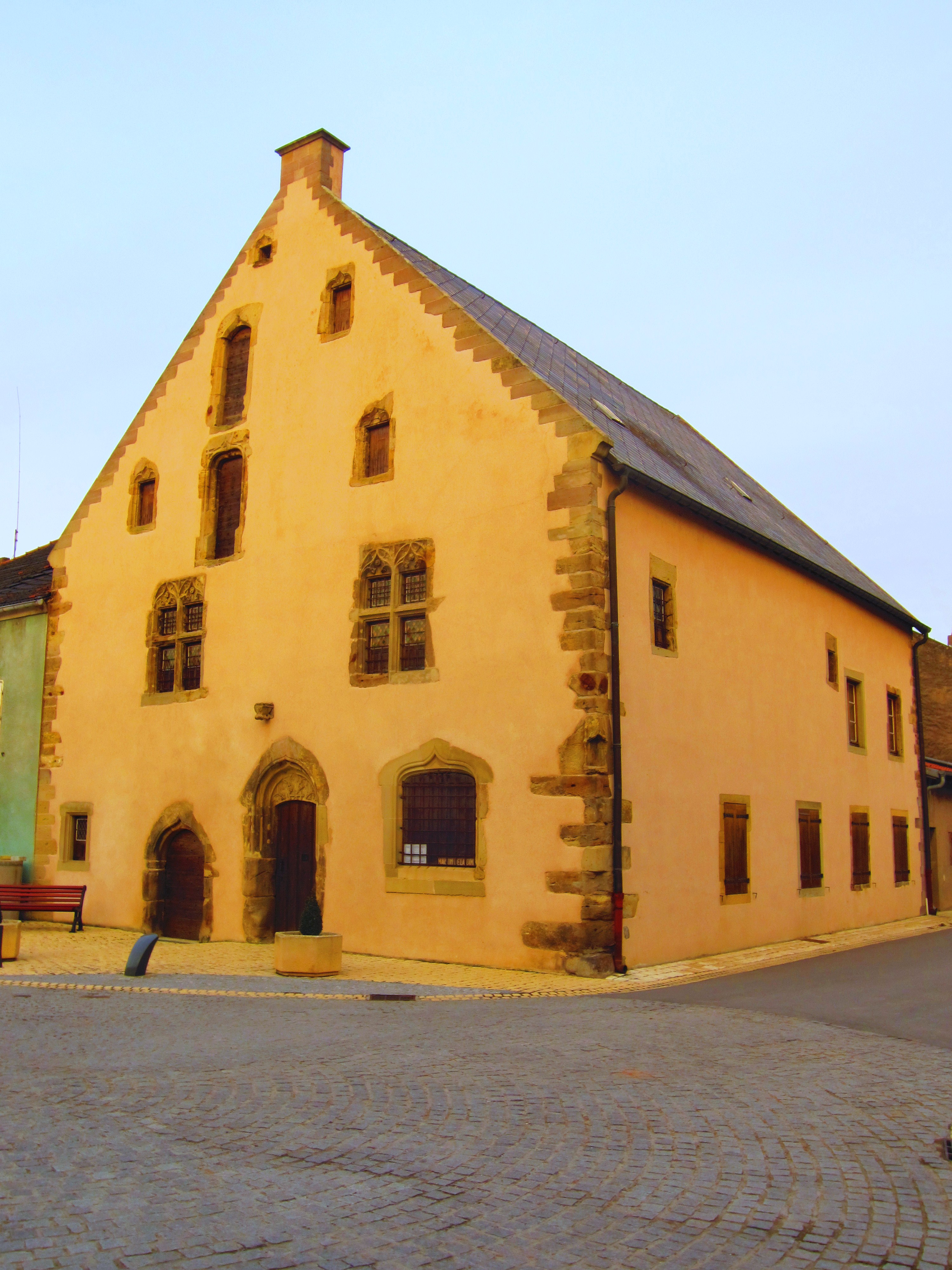
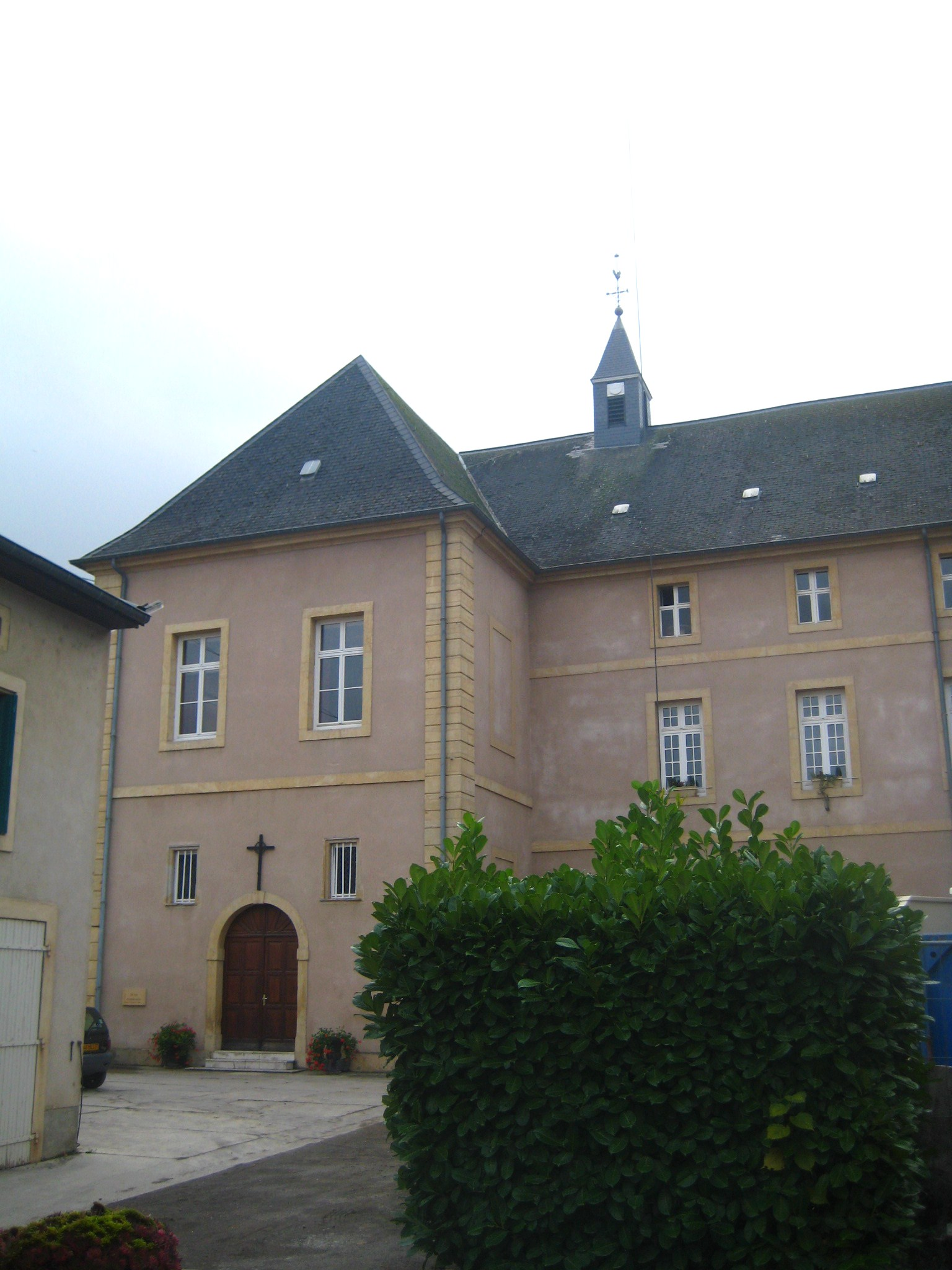
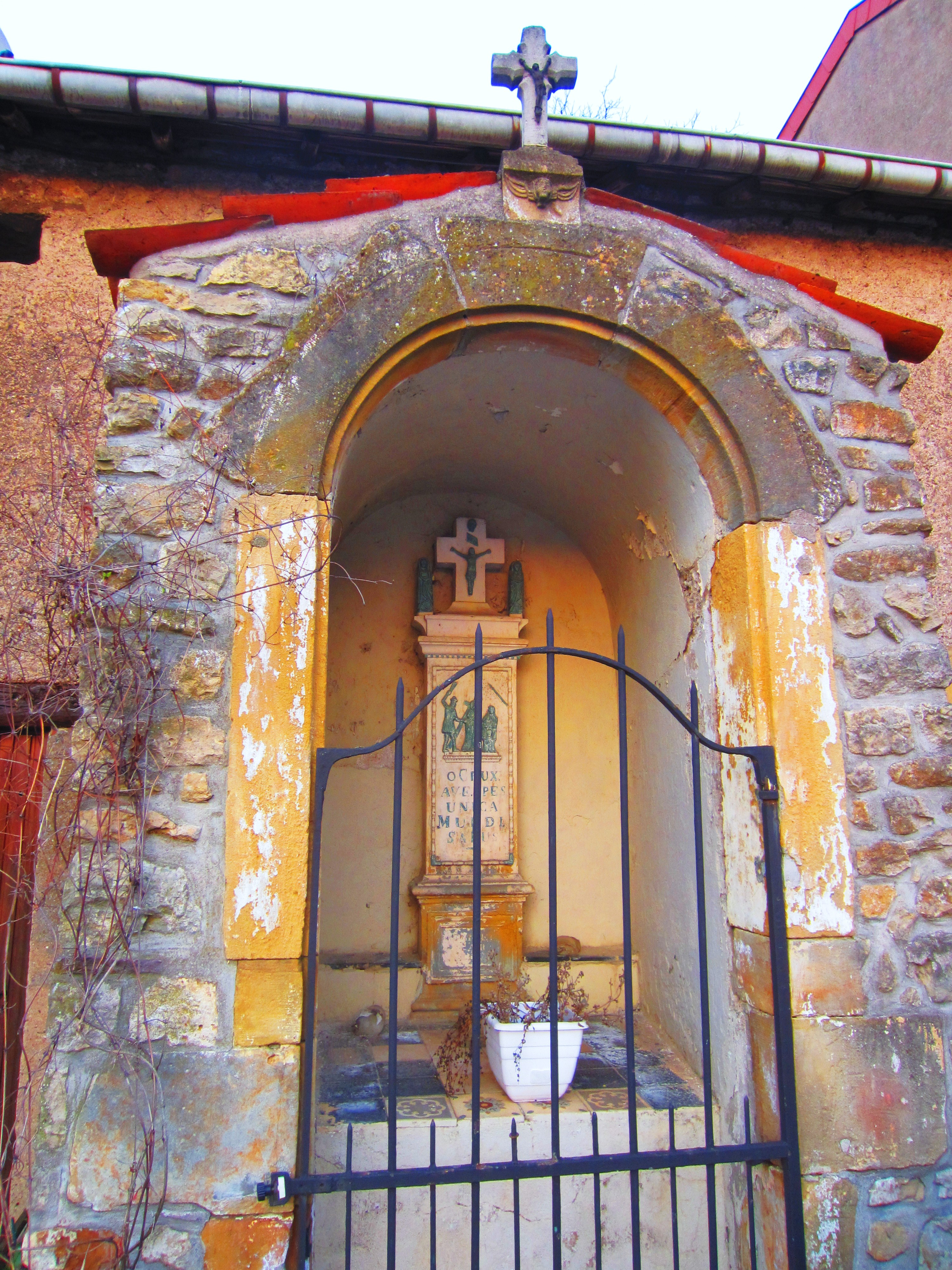
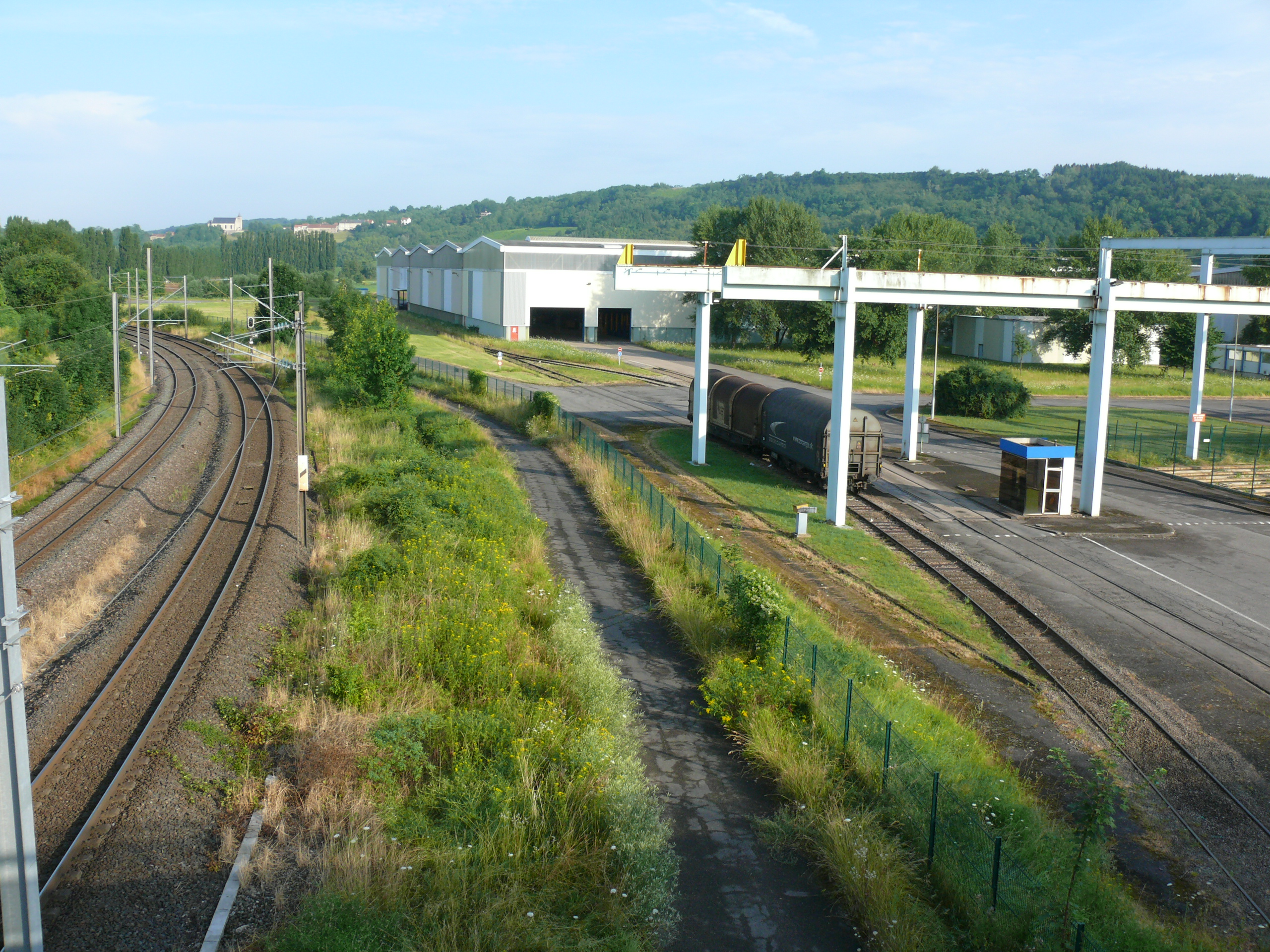

### Демография
| Год                | 1962 | 1968 | 1975 | 1982 | 1990 | 1999 | 2007 |
| Количество жителей | 626  | 591  | 583  | 566  | 634  | 684  | 748  |